# Hélder Postiga
Hélder Postiga, född 2 augusti 1982 i Vila do Conde, är en portugisisk fotbollsspelare som spelar för Rio Ave.

## Karriär

### Lag
Han var länge Portugals viktigaste anfallare och målgörare men under kvalet till EM 2008 fick han endast hoppa in i två matcher. Helder Postiga ansågs som ett underbarn när han lämnade FC Porto för Tottenham. I Tottenhamn hade han otur då managern som värvade honom fick sparken ett par matcher in i säsongen och han var inte speciellt uppskattad av den nye managern. Trots att Tottenhamn ville ha kvar honom efter ett lyckat EM 2004 valde han att gå tillbaka till FC Porto där han gjorde en dålig första säsong. Under andra säsongen var han däremot en av deras viktigaste spelare och gjorde 11 mål på 22 matcher vilket är ett bra målfacit, men tränaren petade honom mot slutet och säsongen efter var han inte med i hans planer. Efter sejourer i Frankrike och Grekland återvände han för andra gången till Portugal, men till Sporting där han gjorde en dålig första säsong. Andra säsongen för Sporting var en katastrof både för Postiga själv och laget. Sporting slutade på, en för klubben, medioker fjärde plats och Postiga själv lyckades inte göra mål förrän den 19 april.
31 augusti 2011 skrev Postiga på för Real Zaragoza. Efter tre bortdömda mål på lika många matcher så gjorde Postiga sina första mål för sin nya klubb i 2-0-vinsten hemma mot Real Sociedad 16 oktober 2011.